# Solanum centrale
Espèce
Classification phylogénétique
Solanum centrale est une plante de la famille des Solanaceae originaire des régions les plus arides de l'Australie. Il a été longtemps une source alimentaire pour les aborigènes du centre du pays.
Comme beaucoup de plantes de la famille des Solanaceae, c'est un petit buisson épineux. Il a une croissance rapide et une bonne fructification après un incendie ou de bonnes pluies. Les fruits, riches en vitamine C, mesurent 1  à   3 centimètres de diamètre et sont jaunes à maturité. Ils sèchent sur la plante et ressemblent à des raisins secs. Les fruits ont un goût fort, âcre de tamarillo et de caramel qui les rend très appréciés des amateurs de sauces et condiments. Ils peuvent être utilisés entiers ou en purée, incorporés à des sandwichs, des salades, des sauces, des fromages, du beurre, etc.
Les Mardu, un peuple aborigène, les embrochaient et les faisaient sécher ce qui permettait de les conserver et les transporter.